# Plymouth Prowler
Pour les articles homonymes, voir Prowler.
La Plymouth Prowler est une automobile du constructeur automobile américain Plymouth, de style « rétro » construite en 1997 et entre 1999-2002. La Prowler était basée sur le concept-car du même nom, présenté en 1993 au Salon de Détroit.

## Conception

### Design

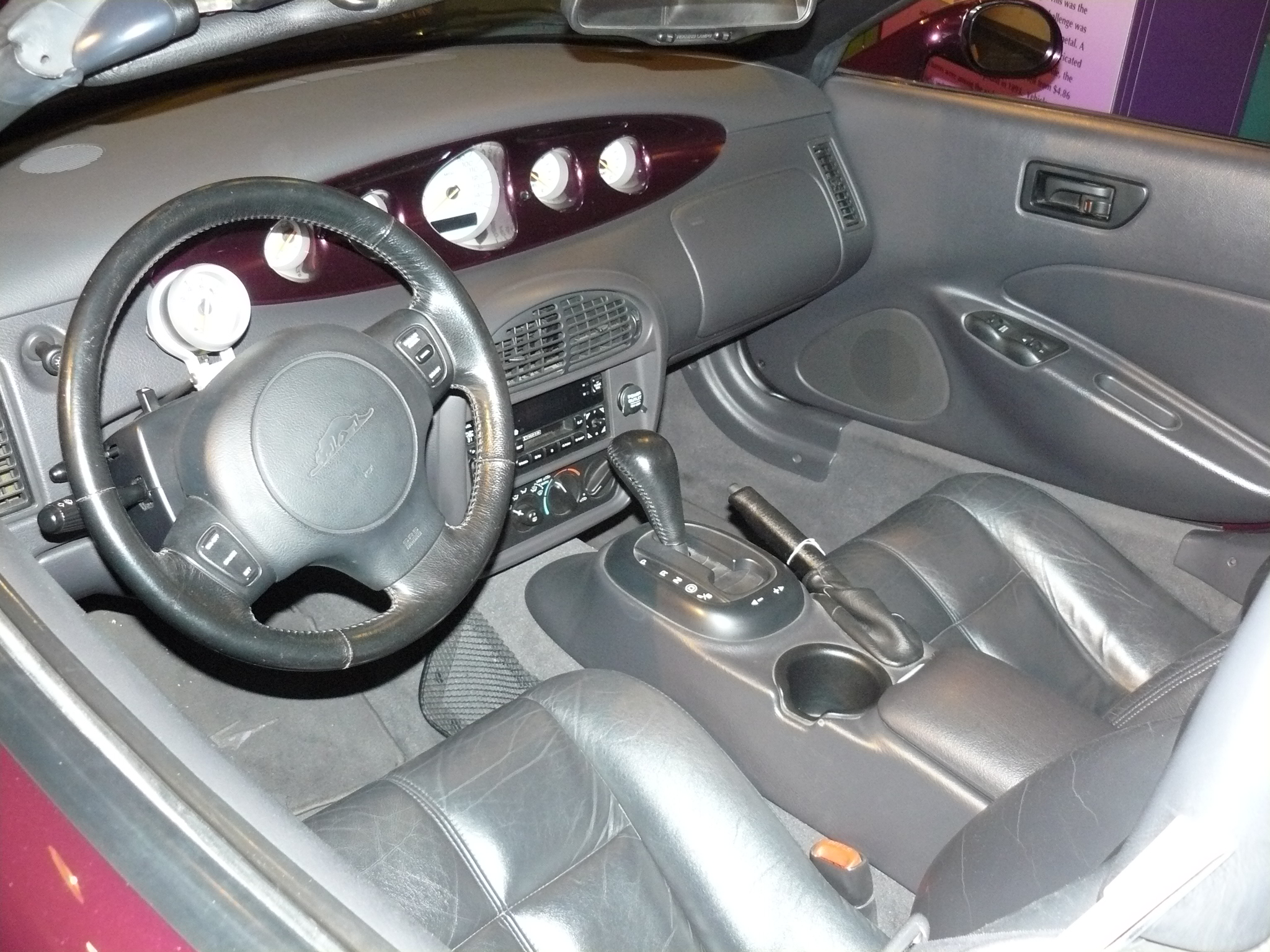
Poste de pilotage d'une Prowler de 1999.

La Prowler est une interprétation moderne des hot-rod des années 1940-1950. Il se caractérise par des roues avant non recouvertes par la carrosserie, à l'image des monoplaces de Formule Indy.  

### Mécanique
Lors du lancement en 1997, le Prowler est motorisé par un V6 3,5 litres de 215 ch issu de la Chrysler Concord, associé à une boîte automatique à 4 vitesses. Alors qu'un hot-rod se doit d'offrir des accélérations « de folie », les performances du Prowler sont décevantes, malgré l'utilisation de l'aluminium dans la construction du châssis (afin de limiter le poids). 
En 1999, le moteur affichera la puissance de 253 ch, mais sera toujours couplé à la boite automatique à 4 vitesses. Les performances progresseront légèrement, mais sans faire du Prowler un foudre de guerre. Afin d'équilibrer les masses entre l'avant et l'arrière, la boîte est montée à l'arrière selon le système transaxle (comme les Corvette, Porsche 928). La répartition s'approche de l'idéal 50/50.
Le Prowler est la première Plymouth à propulsion depuis la Plymouth Gran Fury de 1989. Bien que critiqué pour ne proposer qu'un V6 de 3,5 litres, le moteur offrait une puissance comparable au V8 Magnum contemporain. 
La voiture utilise beaucoup d'aluminium dans sa construction, principalement dans le châssis. Dans de nombreux cas, les composants ont été collés. La carrosserie a été produite à Shadyside, Ohio, et la voiture a été assemblée à la main à l'« usine d'assemblage de Conner Avenue (CAAP) » de  Détroit, dans le Michigan.
En raison d'une capacité de coffre très limitée, il était possible de commander une remorque reprenant la partie arrière d'un Prowler. Elle pouvait être commandée de la même couleur que la voiture et était équipée de roues plus petites.

## Motorisations
|                           | 1997                           | 1999 - 2002                    |
| ------------------------- | ------------------------------ | ------------------------------ |
| Motorisation              | V6 atmosphérique               | V6 atmosphérique               |
| Référence moteur          | V6 SOHC EGE                    | V6 SOHC EGG                    |
| Cylindrée                 | 3 518 cm3 (3,5 L)              | 3 518 cm3 (3,5 L)              |
| Transmission              | Propulsion                     | Propulsion                     |
| Boite de vitesses         | Automatique 4 rapports         | Automatique 4 rapports         |
| Puissance (kW / ch)       | 160 kW / 217 ch à 5 850 tr/min | 187 kW / 254 ch à 6 400 tr/min |
| Couple (Nm)               | 300 Nm à 3 100 tr/min          | 340 Nm à 3 850 tr/min          |
| Régime maximum            | 6 500 tr/min                   | 6 800 tr/min                   |
| 0 à 100 km/h (annoncé)    | 7,5 secondes                   | 6,2 secondes                   |
| Vitesse maximale (bridée) | 190 km/h                       | 190 km/h                       |
| Consommation mixte        | 12 L/100 km                    | 12 L/100 km                    |

## Production
Le Plymouth Prowler a été produit en 1997 puis de 1999 à 2001. Après la disparition de la marque Plymouth, le Prowler a été vendu sous la marque Chrysler entre 2001 et 2002.
| 1997                               | 457    |
| 1999                               | 3 921  |
| 2000                               | 2 746  |
| 2001                               | 3,142  |
| 2002                               | 1 436  |
| Production sous la marque Plymouth | 8 532  |
| Production sous la marque Chrysler | 3 170  |
| Production totale                  | 11 702 |

La dernière Prowler est sorti des chaines d'assemblage le 15 février 2002. Elle est remplacée par la Chrysler Crossfire en 2004.

### Couleurs
La Prowler est commercialisée sous l'une de ces 12 couleurs :
- Purple Metallic (seule couleur disponible en 1997)
- Yellow Clear Coat
- Black Clear Coat
- Red Clear Coat
- Bright Silver Metallic
- Woodward Edition (deux-tons noir/rouge)
- Black Tie Edition (deux-tons noir/argent)
- Orange Pearl Coat
- Midnight Blue Pearl Coat - Mulholland Edition
- Inca Gold Pearl Coat
- Deep Candy Red Pearl Coat
- High Voltage Blue Pearl Coat - Conner Avenue Edition (un seul exemplaire produit, mis aux enchères chez Christie's)

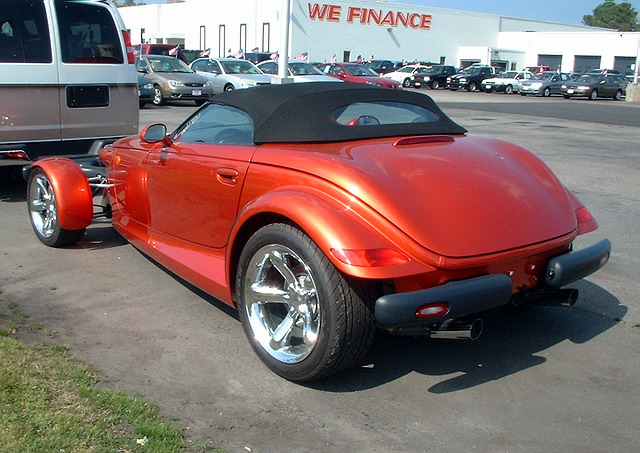
Orange Pearl Coat
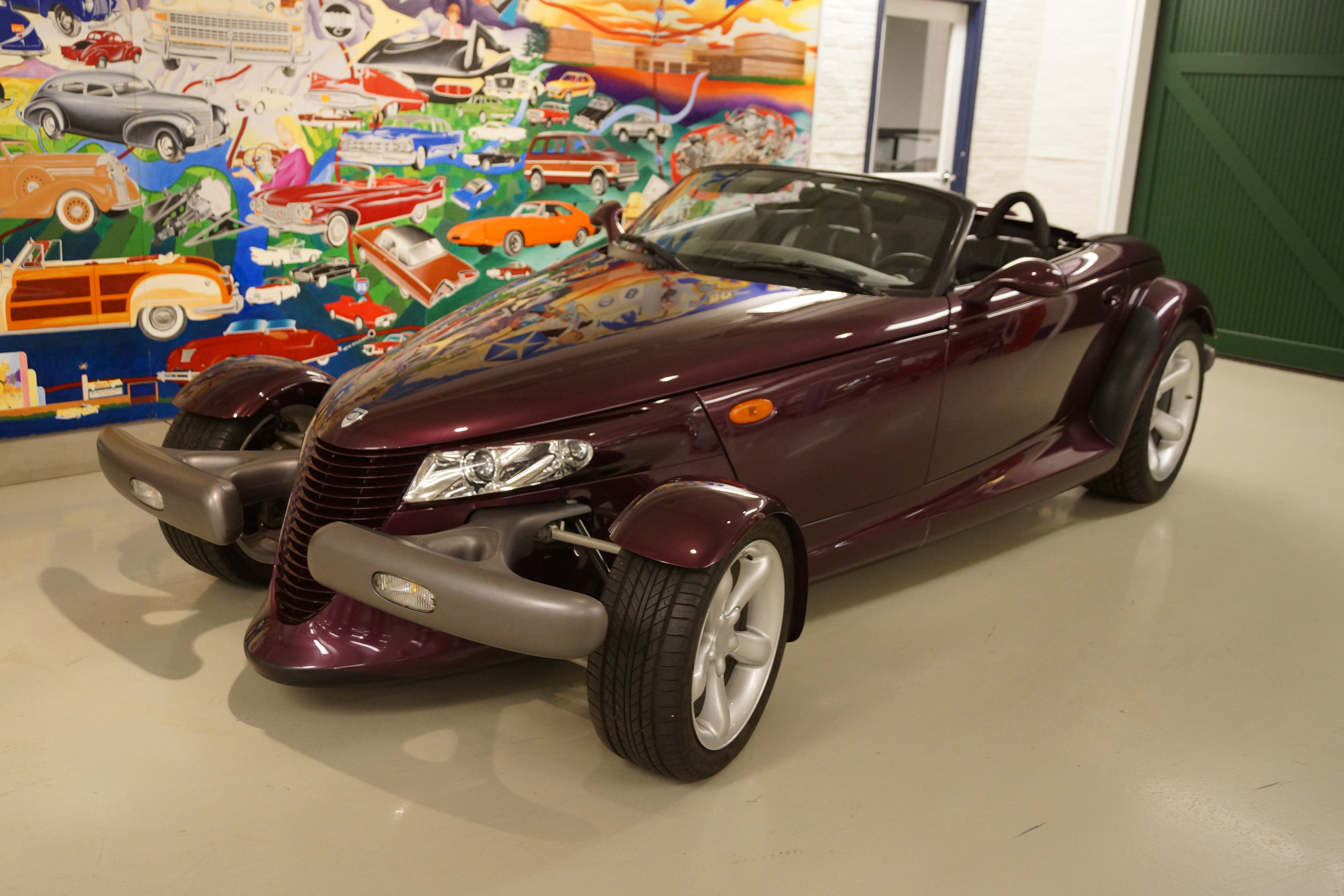
Purple Metallic
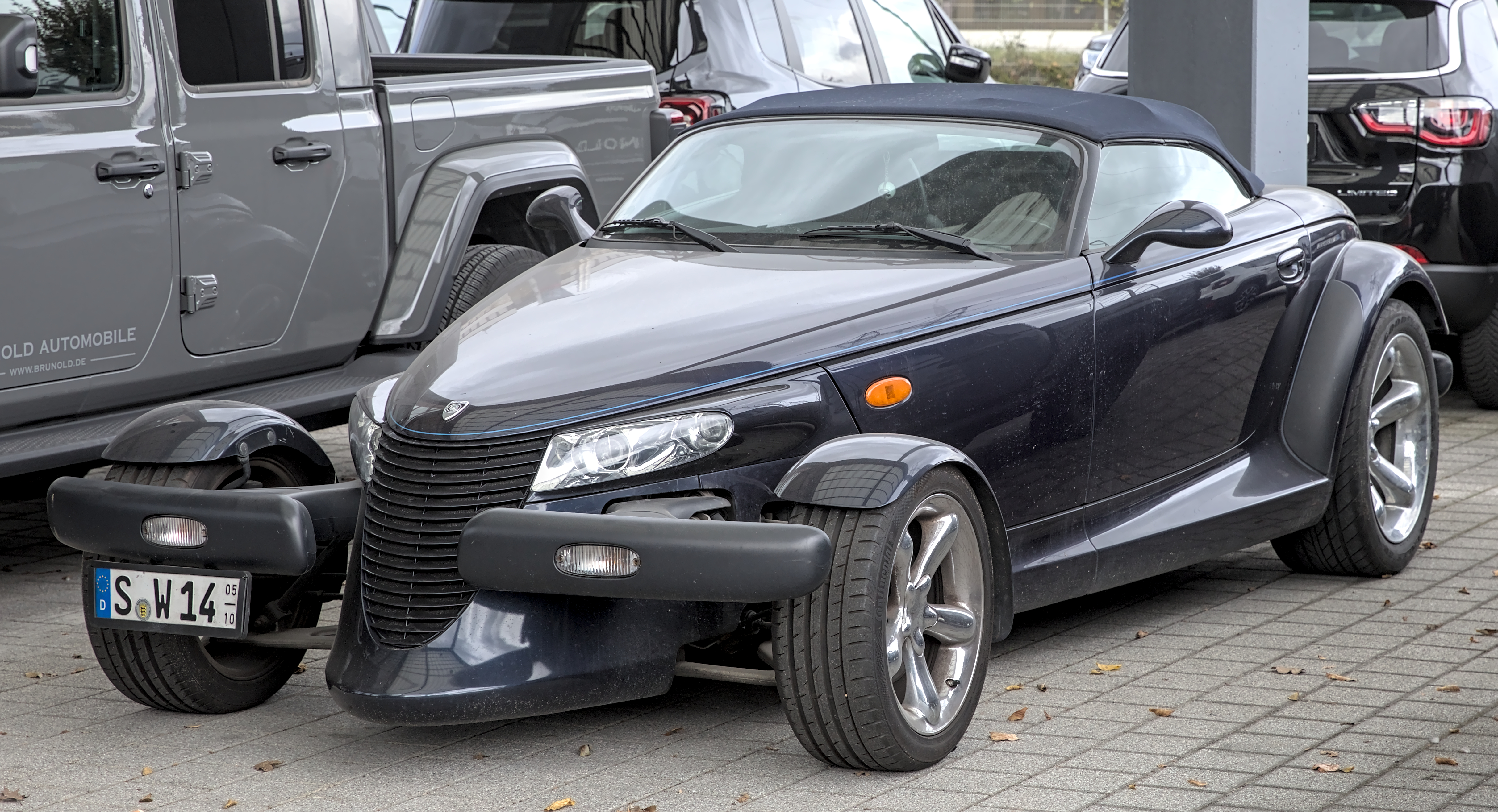
Black Clear Coat
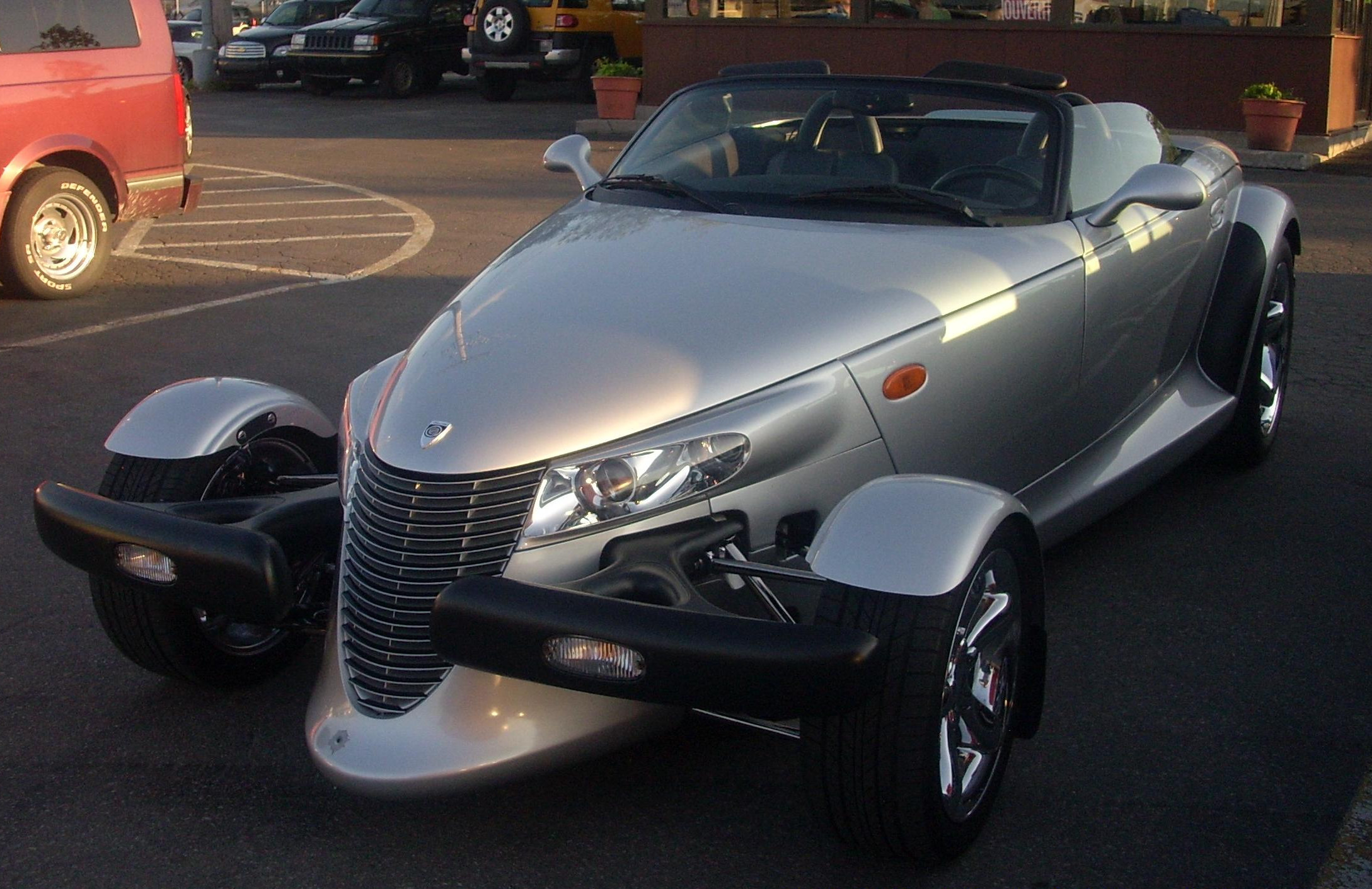
Bright Silver Metallic
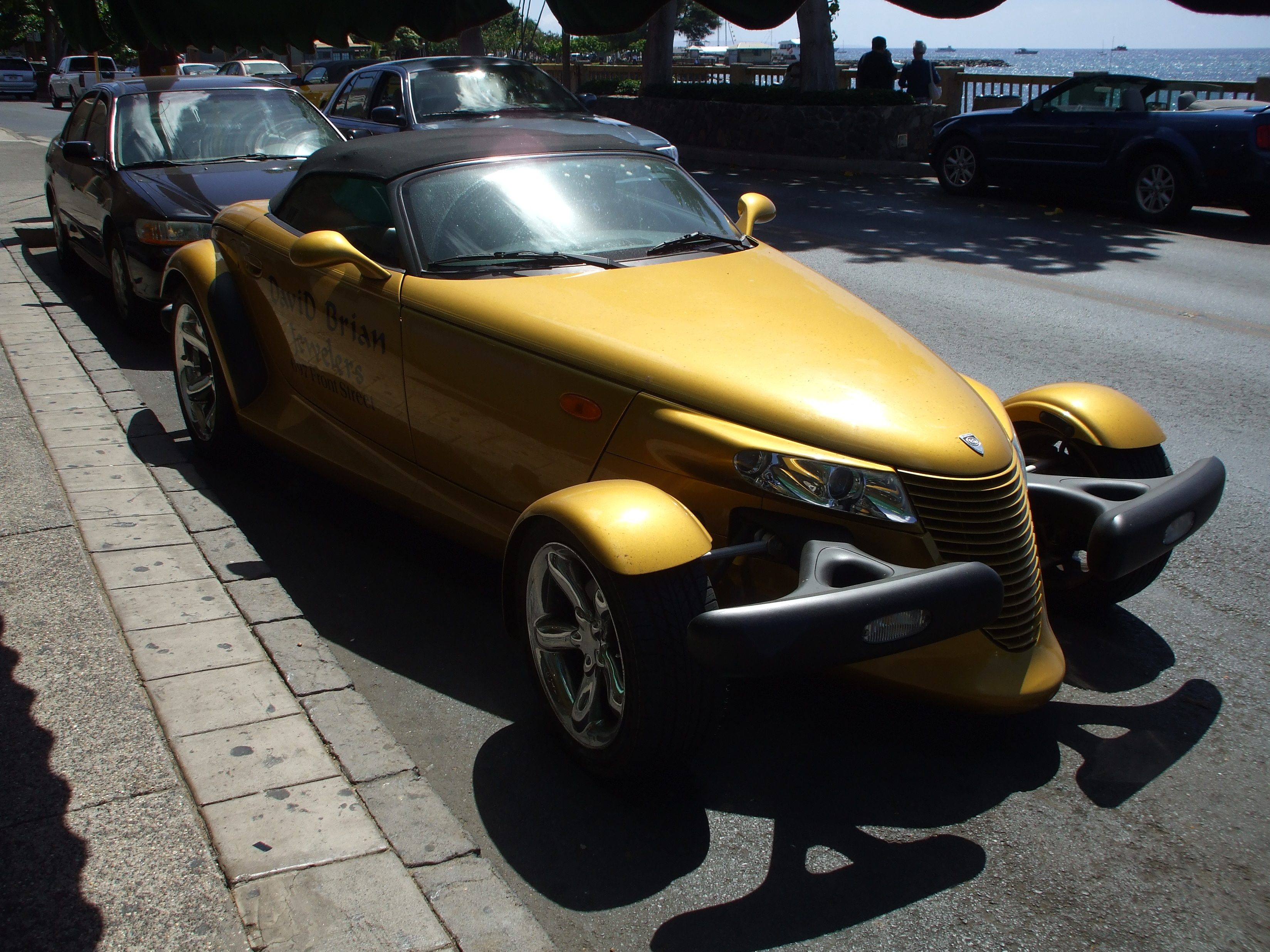
Inca Gold Pearl Coat
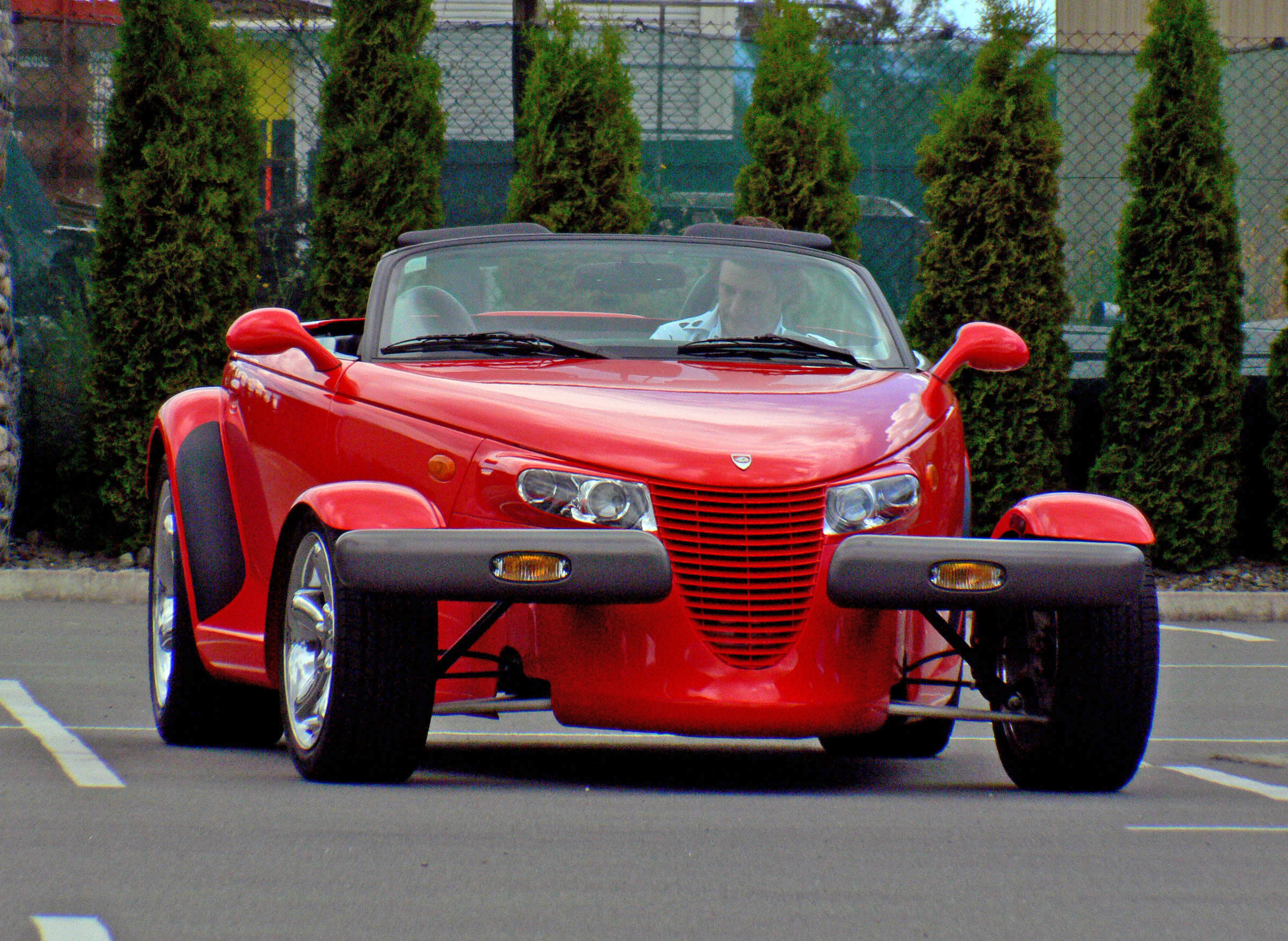
-Red Clear Coat
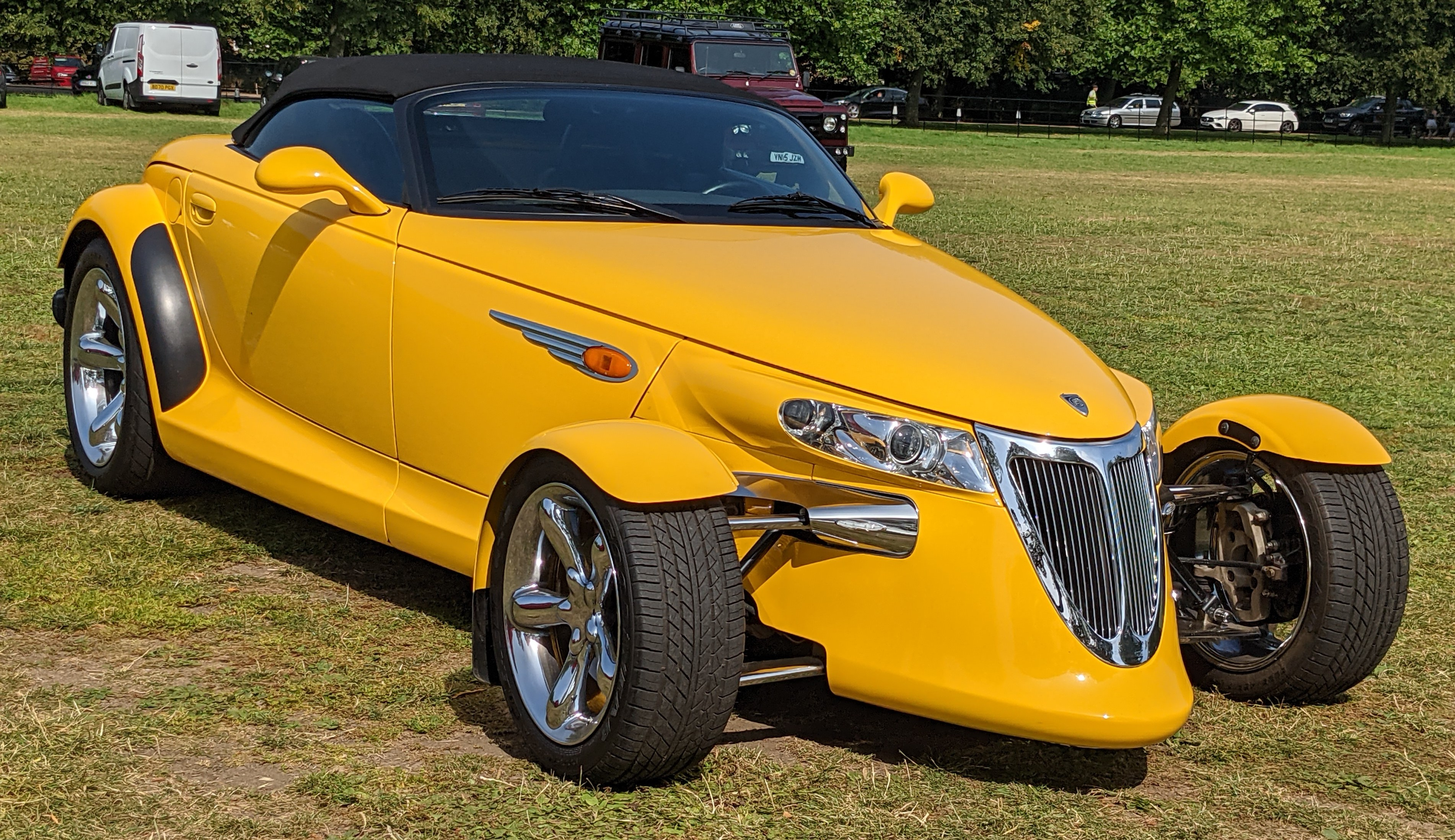
Yellow Clear Coat
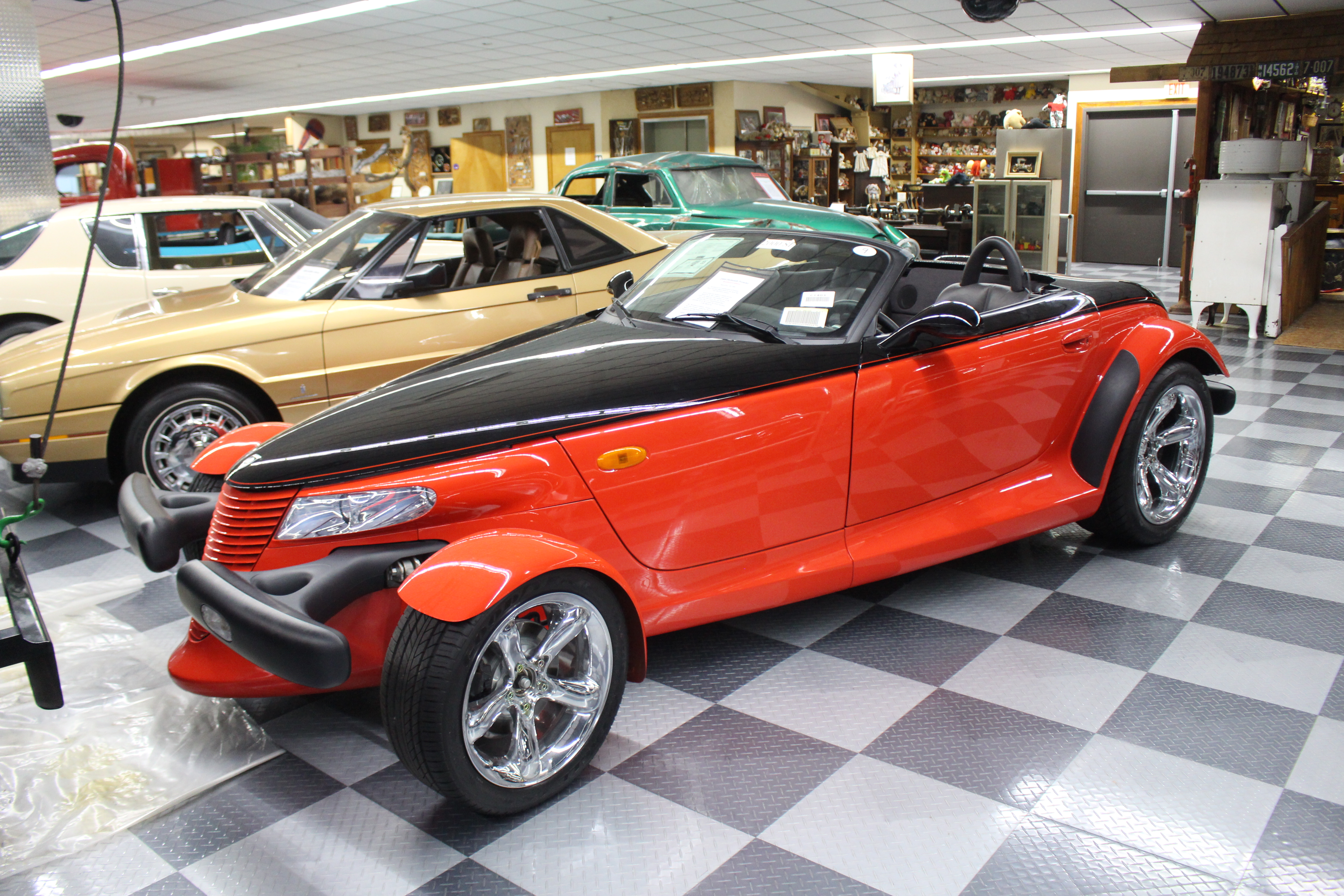
Woodward Edition
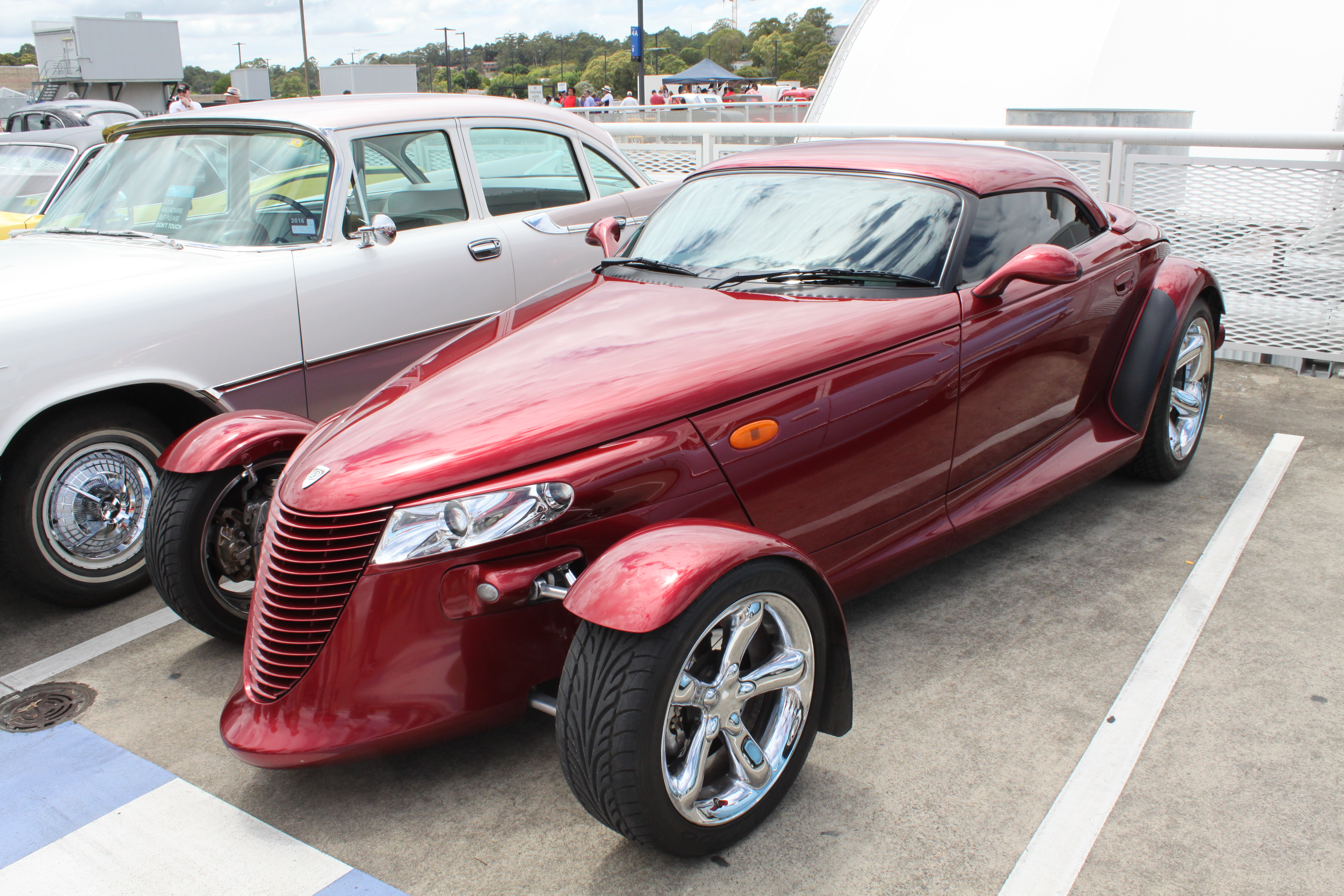
Deep Candy Red Pearl Coat
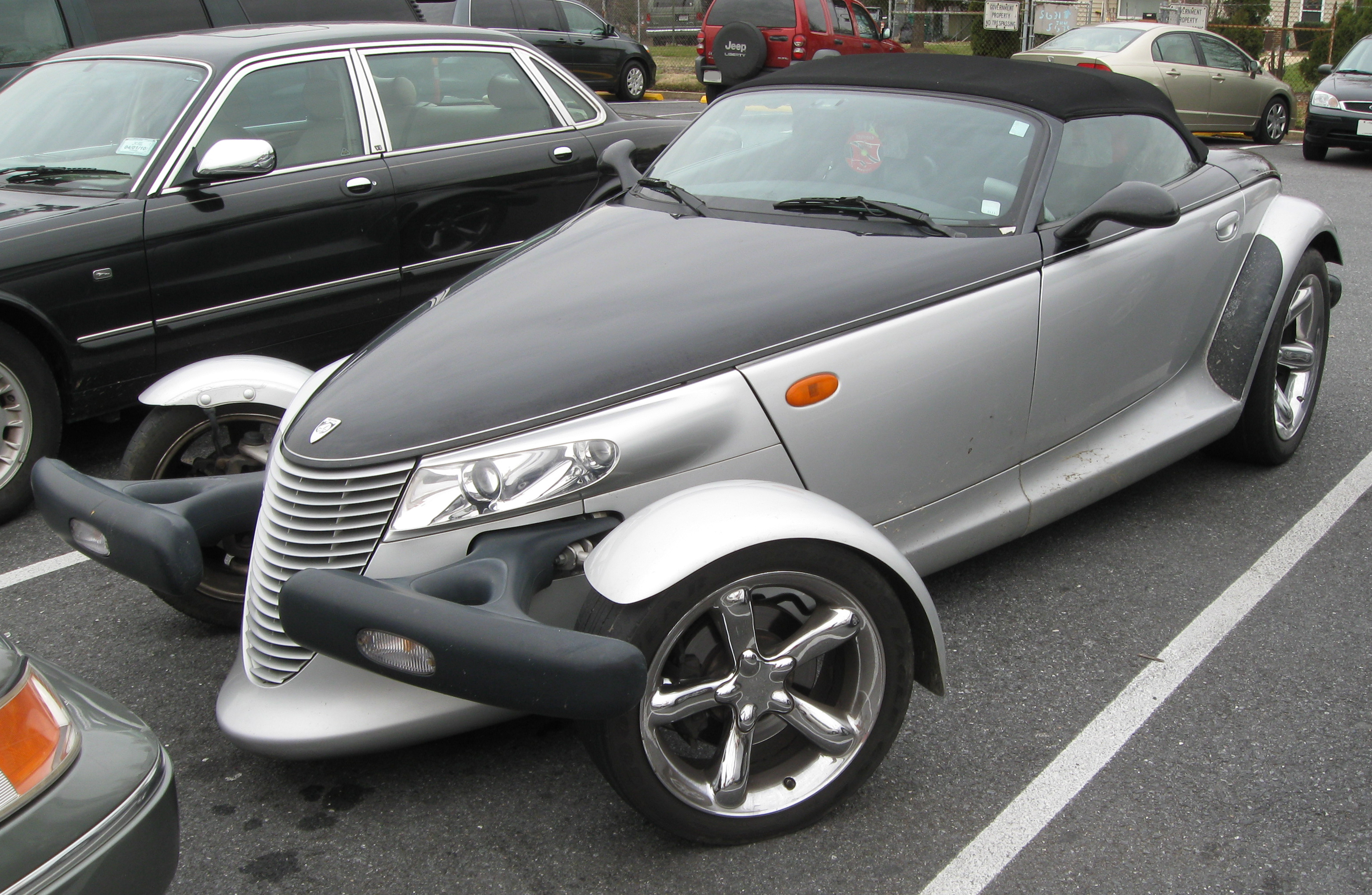
Black Tie Edition

### Autres caractéristiques
- Roues avant : 7"x17"
- Roues arrière : 10"x20"
- Pneu avant : 225/45 HR17
- Pneu arrière : 295/40 HR20
- Freins : 282 mm à l'avant, 330 mm à l'arrière

## Histoire

### Postérité
D'autres véhicules de style rétro ont suivi le Prowler. On peut citer, pèle mêle, le Chrysler PT Cruiser, les SSR, HHR, et Chevrolet Camaro de 2010, les Ford Thunderbird de 2002, Ford Mustang de 2005, ainsi que la Dodge Challenger de 2008. 
En 1998, une Plymouth Prowler a été stockée dans un mausolée à Tulsa, en Oklahoma. Bien que semblable au concept de la Plymouth Belvedere 1957 qui avait été enterrée à proximité du palais de justice, le défunt Prowler a été scellé dans le parc du Centenaire sous une voûte et scellé dans une boîte en plastique au lieu des feuilles de plastique qui recouvrait la Belvedere. Selon les experts, le Prowler sera parfaitement conservé lorsque la capsule sera ouverte en 2048.
En 1999, au SEMA Show de Las Vegas, Chrysler a présenté le Plymouth Howler. Il est basé sur le Prowler, mais  est équipé d'un coffre plus grand et est pourvu d'un V8 4.7 en remplacement du V6 3.5, accouplé à une boite manuelle BorgWarner à 5 rapports. Il pouvait également être coiffé d'un hard-top le transformant en coupé.

### Dixième anniversaire
Le 16 août 2007, une célébration du 10e anniversaire du Prowler s'est tenue au Musée Walter P. Chrysler à Auburn Hills, dans le Michigan. 185 Prowler et plus de 350 propriétaires ont fait le déplacement. Un ensemble limité de six timbres commémoratifs (noir, argent, orange, rouge, violet, jaune) a été commercialisé. Les six timbres étaient présentés dans un cadre, et chaque cadre était numéroté.

## Accueil
Malgré des critiques négatives sur l'accélération jugée plutôt lente, le Prowler séduit par sa tenue de route et sa gamme d'équipements assez complète. La boite automatique à 4 rapports s'avouait cependant plutôt lente.